# Derrota (milicia)

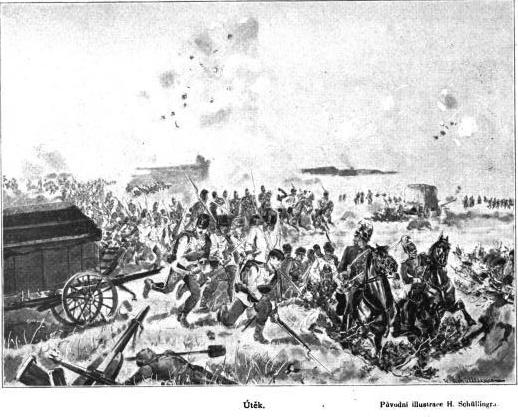
Ilustración de la Batalla de Königgrätz, Hugo Schüllinger, (1866).

En terminología militar se llama derrota a la retirada desordenada de un ejército vencido y, por extensión, al mismo combate desgraciado que la origina.
Aunque en toda batalla hay siempre un vencedor y un vencido, no es forzoso que la victoria de un bando lleve consigo la derrota del contrario. Esta, propiamente hablando, supone la disolución completa de una tropa, la dispersión de sus fuerzas, que deja a aquella incapaz de rehacerse en un plazo breve. La derrota sobreviene generalmente después de un serio descalabro, sobre todo si en los momentos críticos ha faltado serenidad para ordenar la retirada y el contrario se ha encarnizado en la persecución; pero también se produce a veces sin un revés que la justifique, por virtud solamente de desaciertos y fluctuaciones en el mando, de fatigas y privaciones innecesarias y de noticias o rumores desfavorables, circunstancias todas que, obrando de un modo perjudicial sobre la moral de las tropas, llevan a su ánimo el convencimiento de que se encuentran rodeadas de gravísimos peligros y acaban por producir el pánico, con todas sus tristes consecuencias.
Clásica es en este concepto la pintura que se lee en La Débâcle de Zola de la derrota de la II división del 7º cuerpo francés (Félix Douay), que sin haber visto al enemigo y solo por la impresión producida por la noticia de los desastres de Wisemburgo y Wörth y los rumores alarmantes que corrían acerca del avance de los prusianos, se desmoralizó al retroceder precipitadamente de Mülhouse a Dannemarie y en un solo día de marcha perdió la mitad de su gente.